# Итаперусу
Итаперусу (порт. Itaperuçu) — муниципалитет в Бразилии, входит в штат Парана. Составная часть мезорегиона Агломерация Куритиба. Находится в составе крупной городской агломерации. Входит в экономико-статистический микрорегион Куритиба. Население составляет 25 692 человека на 2006 год. Занимает площадь 312,382 км². Плотность населения — 82,2 чел./км².
Праздник города — 10 декабря.

## История
Город основан 1 января 1993 года.

## Статистика
- Валовой внутренний продукт на 2003 год составляет 73 609 275,00 реалов (данные: Бразильский институт географии и статистики).
- Валовой внутренний продукт на душу населения на 2003 год составляет 3231,17 реалов (данные: Бразильский институт географии и статистики).
- Индекс развития человеческого потенциала на 2000 год составляет 0,675 (данные: Программа развития ООН).